# オンコリンクス・ラストロスス
オンコリンクス・ラストロスス（Oncorhynchus rastrosus）は、新第三紀に生息していた絶滅したサケの一種。太平洋沿岸に分布しており、主に北米大陸から化石が発見されるほか、日本からも記録が知られる。牙のように発達した歯が剣歯虎と似ていると考えられ、剣歯ザケ、セイバートゥースサーモンと呼ばれていた。再研究により復元された歯の位置からはスパイクトゥースサーモンという名がより適切であるとされる。

## 発見と名称
本種に属する化石は1917年には体の一部分のそれがカリフォルニア州より発見されていたが、より完全な標本と論文に記載されたのは1972年からである。記載当初はSmilodonichthysという独自の属が与えられており、この属名はこの種と同じように牙が特徴的なネコ科哺乳類スミロドン（Smilodon）に基づいている。種小名のrastrosusは発達した鰓耙を示す。その後1993年の研究により現生のサケ属に属するとされ、学名はOncorhynchus rastrosusと改められた。
旧学名に基づいて、日本語では剣歯ザケと呼ばれる場合もある。英名としてはsaber-toothed salmon（セイバートゥースサーモン）が用いられていたが、後述する歯の位置の解釈の変化により、spike-toothed salmon（スパイクトゥースサーモン）という英名を用いる方がより適切であるとされるようになった。

## 分布と生息年代
O. rastrosusの化石は中新世中期-後期（Clarendonian）から鮮新世前期（Hemphillian）の地層より知られる。アメリカにおいてはカリフォルニア州からワシントン州にかけて、海洋域および淡水域の地層の両方よりその化石が発見されている。2021年には群馬県安中市の安中層群板鼻層（トートニアン初期）より歯の化石が記載されている。この化石は日本最古のサケ属化石であり、北西太平洋域からの本種の初の確実な化石記録となる。

## 形態

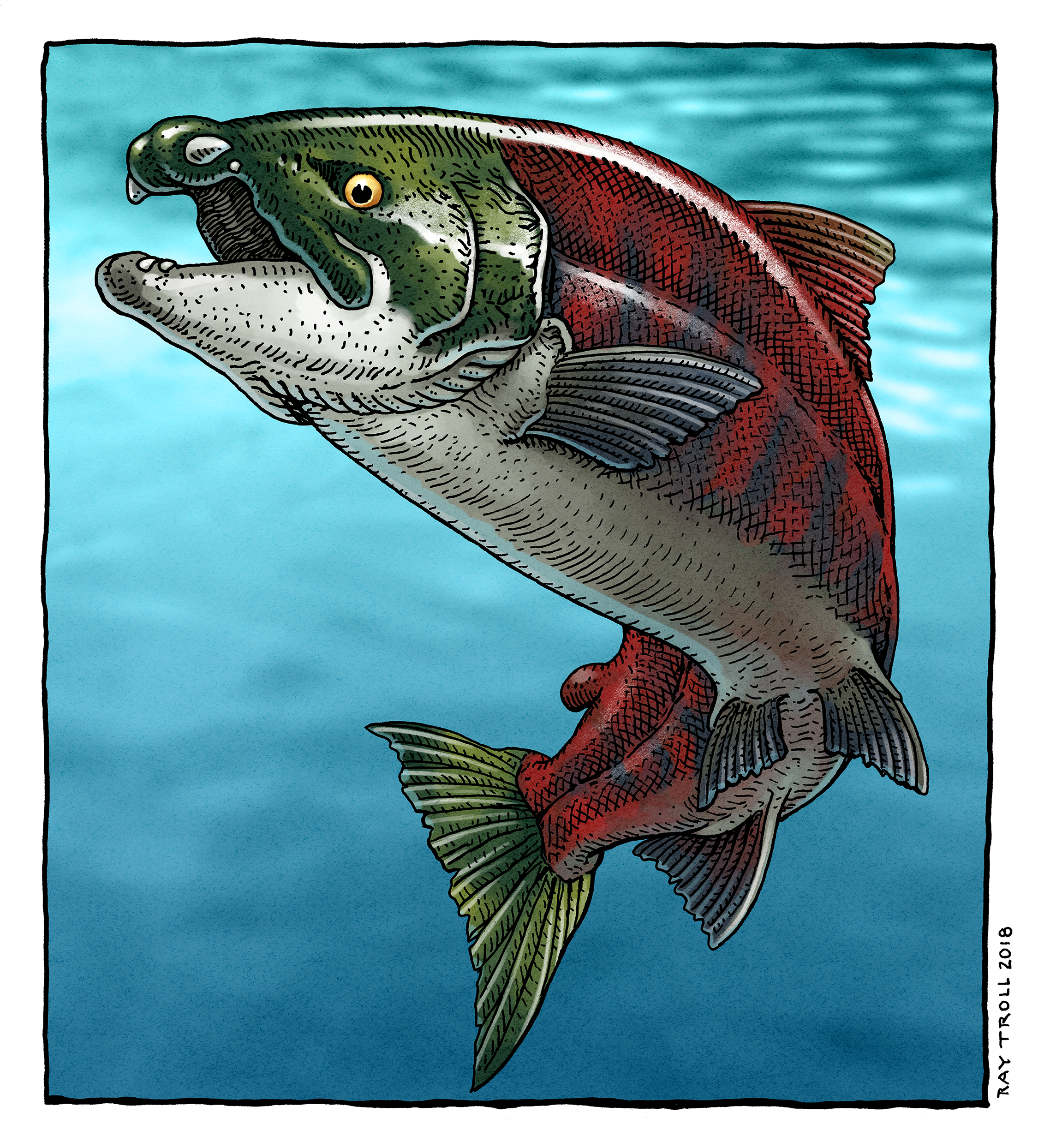
メス個体の復元イラスト

O. rastrosusは史上最大のサケ類であり、推定全長はアムールイトウを上回る。原記載では尾びれを除いた体長が190cmに達すると推測されており、1974年には177kgに達するという推測が出された。2016年には体長が2.29m、全長は7.9フィート（約2.4m）、体重は430ポンド（約195kg）に達すると推測された。2024年の研究では全長最大2.7mに達したという記述がされている。
上顎に一対の発達した歯を持っていた。歯は記載当時には剣歯虎の牙と同じように下向きに生えていると推測されており、英名のsaber-toothed salmonの由来となった。CTスキャンを含めた化石の再研究は、歯がキョンやイボイノシシのように顎に対して横向きに生えていたと明らかにした。
現生サケと同じように性的二形が知られ、オスはより長い鋤骨を持ち、メスの鋤骨は腹面が凹んでおり上面が隆起しているなどの違いがある。一方で現生サケとは異なり前上顎骨に雌雄の差は見られない。
現生サケと比較して、O. rastrosusは長く発達した鰓耙を多数持っていた。プランクトンの摂食に適応していたと考えられる。

## 生態
O. rastrosusは現生のサケ類と同じように海域から河川域に遡上して産卵する生態だと推測されている。歯は成長したら大きくなり、特に淡水域から発見される成体の化石では特段発達・摩耗していると確認されている。歯が横向きに生えている事実や、鰓の構造からプランクトン食性であったという推測から、歯は捕食に用いられていないとされる。歯はむしろ外敵からの防御に用いられた可能性がある。繁殖期における競争に用いられた可能性もあるが、現生サケ類は主にオスにおいて顎の形態変化や歯の発達が見られるのに対し、O. rastrosusの歯は雌雄ともに発達しているため、雌雄ともに限られた資源のため他個体と競争していたのかもしれない。産卵床の形成において歯を用いたという可能性も指摘されている。